# Jurgiškės
Jurgiškės is een dorp in het zuiden van Litouwen, ongeveer 60 kilometer ten zuidwesten van de hoofdstad Vilnius. Het dorp ligt in een grote bosrijke bosrijke omgeving met een tweetal natuurparken. De bossen in de directe omgeving zijn evenwel productiebossen.

## Demografie
In 2011 telde Jurgiškės 59 inwoners, van wie 30 mannen en 29 vrouwen.
| Inwoners per jaar |        |
| Jaar              | Aantal |
| 1959              | 109    |
| 1970              | 128    |
| 1979              | 95     |
| 1985              | 91     |
| 2001              | 76     |
| 2011              | 59     |